# Sport-Verein Werder von 1899 1988-1989
Questa voce raccoglie le informazioni riguardanti il Sport-Verein Werder von 1899 nelle competizioni ufficiali della stagione 1988-1989.

## Stagione
Nella stagione 1988-1989 il Werder Brema, allenato da Otto Rehhagel, concluse il campionato di Bundesliga al 3º posto. In Coppa di Germania il Werder Brema perse la finale con dal Borussia Dortmund. In Supercoppa di Germania il Werder Brema vinse la finale con l'Eintracht Francoforte. In Coppa dei Campioni il Werder Brema fu eliminato ai quarti di finale dal Milan.

## Rosa
| N. |                     | Ruolo | Calciatore      |
| -- | ------------------- | ----- | --------------- |
|    | Germania (bandiera) | P     | Oliver Reck     |
|    | Germania (bandiera) | P     | Jürgen Rollmann |
|    | Germania (bandiera) | D     | Ulrich Borowka  |
|    | Norvegia (bandiera) | D     | Rune Bratseth   |
|    | Germania (bandiera) | D     | Michael Kutzop  |
|    | Germania (bandiera) | D     | Jonny Otten     |
|    | Germania (bandiera) | D     | Gunnar Sauer    |
|    | Germania (bandiera) | D     | Thomas Schaaf   |
|    | Germania (bandiera) | C     | Dieter Eilts    |
|    | Germania (bandiera) | C     | Günter Hermann  |

| N. |                     | Ruolo | Calciatore          |
| -- | ------------------- | ----- | ------------------- |
|    | Germania (bandiera) | C     | Norbert Meier       |
|    | Norvegia (bandiera) | C     | Vegard Skogheim     |
|    | Germania (bandiera) | C     | Miroslav Votava     |
|    | Germania (bandiera) | C     | Thomas Wolter       |
|    | Germania (bandiera) | A     | Manfred Burgsmüller |
|    | Germania (bandiera) | A     | Christoph Hanses    |
|    | Germania (bandiera) | A     | Frank Neubarth      |
|    | Germania (bandiera) | A     | Frank Ordenewitz    |
|    | Germania (bandiera) | A     | Karl-Heinz Riedle   |

## Organigramma societario
Area tecnica
- Allenatore: Otto Rehhagel
- Allenatore in seconda: Karl-Heinz Kamp
- Preparatore dei portieri:
- Preparatori atletici:

## Calciomercato

### Sessione estiva
| Acquisti | Acquisti        | Acquisti        | Acquisti |
| R.       | Nome            | da              | Modalità |
| -------- | --------------- | --------------- | -------- |
| C        | Vegard Skogheim | Hamarkameratene |          |

| Cessioni | Cessioni          | Cessioni          | Cessioni |
| R.       | Nome              | a                 | Modalità |
| -------- | ----------------- | ----------------- | -------- |
| P        | Dieter Burdenski  | AIK               |          |
| D        | Matthias Ruländer | Borussia Dortmund |          |

### Sessione invernale
| Acquisti | Acquisti | Acquisti | Acquisti |
| R.       | Nome     | da       | Modalità |
| -------- | -------- | -------- | -------- |

| Cessioni | Cessioni | Cessioni | Cessioni |
| R.       | Nome     | a        | Modalità |
| -------- | -------- | -------- | -------- |

## Risultati

### Bundesliga

#### Girone di andata
| Arbitro: | Strigel |

|                            |           |           |
| Riedle 73’ Burgsmüller 86’ | Marcatori | 14’ Spörl |

| Kaiserslautern 30 luglio 1988, ore 15:30 CEST 2ª giornata | Kaiserslautern | 0 – 0 referto | Werder Brema | Fritz-Walter-Stadion (21 200 spett.)\| Arbitro: \| Kautschor \| |
| Arbitro:                                                  | Kautschor      |               |              |                                                                 |

| Arbitro: | Scheuerer |

|                           |           |              |
| Sauer 23’ Riedle 55’, 57’ | Marcatori | 77’ Schreier |

| Arbitro: | Tritschler |

|                                             |           |                 |
| Hochstätter 21’ Criens 53’, 61’, 88’ (rig.) | Marcatori | 75’ Burgsmüller |

| Arbitro: | Weber |

|            |           |            |
| Bührer 26’ | Marcatori | 53’ Votava |

| Arbitro: | Fux |

|                        |           |  |
| Neubarth 2’ Riedle 52’ | Marcatori |  |

| Arbitro: | Amerell |

|                           |           |                         |
| Drews 65’ Kohn 90’ (rig.) | Marcatori | 12’ Kutzop 81’ Bratseth |

| Arbitro: | Wiesel |

|                           |           |                           |
| Meier 15’ Burgsmüller 47’ | Marcatori | 52’ Wohlfarth 64’ Wegmann |

| Arbitro: | Assenmacher |

|  |           |                                                       |
|  | Marcatori | 14’ Ordenewitz 28’, 72’, 87’ Neubarth 53’, 63’ Riedle |

| Brema 8 ottobre 1988, ore 15:30 CET 10ª giornata | Werder Brema | 0 – 0 referto | St. Pauli | Weserstadion (17 727 spett.)\| Arbitro: \| Kentsch \| |
| Arbitro:                                         | Kentsch      |               |           |                                                       |

| Arbitro: | Werner |

|                     |           |  |
| Allofs 66’ Götz 70’ | Marcatori |  |

| Arbitro: | Boos |

|                                           |           |                 |
| Kutzop 10’ (rig.) Neubarth 65’ Riedle 85’ | Marcatori | 15’ (aut.) Reck |

| Arbitro: | Matheis |

|  |           |              |
|  | Marcatori | 22’ Neubarth |

| Arbitro: | Neuner |

|                            |           |  |
| Ordenewitz 67’, 76’ (rig.) | Marcatori |  |

| Francoforte sul Meno 19 novembre 1988, ore 15:00 CET 15ª giornata | Eintracht Francoforte | 0 – 0 referto | Werder Brema | Waldstadion (16 200 spett.)\| Arbitro: \| Broska \| |
| Arbitro:                                                          | Broska                |               |              |                                                     |

| Arbitro: | Löwer |

|                       |           |             |
| Neubarth 9’, 57’, 64’ | Marcatori | 82’ Kastner |

| Arbitro: | Theobald |

|                                         |           |                              |
| Sigurvinsson 4’ Buchwald 28’ Walter 75’ | Marcatori | 17’, 60’ Bratseth 29’ Schaaf |

#### Girone di ritorno
| Arbitro: | Dellwing |

|                         |           |  |
| Bein 46’ von Heesen 62’ | Marcatori |  |

| Arbitro: | Krug |

|           |           |  |
| Meier 23’ | Marcatori |  |

| Arbitro: | Kriegelstein |

|             |           |  |
| Schreier 6’ | Marcatori |  |

| Arbitro: | Wittke |

|                            |           |  |
| Burgsmüller 34’ Riedle 35’ | Marcatori |  |

| Arbitro: | Kautschor |

|                                   |           |            |
| Burgsmüller 28’ (rig.) Riedle 90’ | Marcatori | 63’ Bührer |

| Arbitro: | Tritschler |

|                                |           |             |
| Mill 20’ Helmer 63’ Möller 87’ | Marcatori | 40’ Borowka |

| Arbitro: | Richmann |

|            |           |  |
| Riedle 87’ | Marcatori |  |

| Monaco di Baviera 8 aprile 1989, ore 15:30 CEST 25ª giornata | Bayern Monaco | 0 – 0 referto | Werder Brema | Stadio Olimpico (51 000 spett.)\| Arbitro: \| Weber \| |
| Arbitro:                                                     | Weber         |               |              |                                                        |

| Arbitro: | Broska |

|                                                        |           |  |
| Neubarth 16’ Bratseth 42’ (rig.) Riedle 71’ Wolter 82’ | Marcatori |  |

| Arbitro: | Scheuerer |

|                 |           |                                         |
| Flad 40’ (rig.) | Marcatori | 9’ Neubarth 45’ Ordenewitz 69’ Bratseth |

| Arbitro: | Dellwing |

|               |           |                            |
| Ordenewitz 5’ | Marcatori | 24’ Littbarski 58’ Povlsen |

| Arbitro: | Amerell |

|                        |           |           |
| Mathy 28’ Witeczek 80’ | Marcatori | 51’ Meier |

| Arbitro: | Assenmacher |

|                      |           |            |
| Sauer 47’ Riedle 59’ | Marcatori | 32’ Kristl |

| Arbitro: | Merk |

|  |           |            |
|  | Marcatori | 13’ Riedle |

| Arbitro: | Theobald |

|                             |           |  |
| Neubarth 27’ Ordenewitz 84’ | Marcatori |  |

| Arbitro: | Matheis |

|                  |           |  |
| Trapp 13’ (rig.) | Marcatori |  |

| Arbitro: | Kautschor |

|                                         |           |  |
| Schaaf 56’ Neubarth 64’ Burgsmüller 66’ | Marcatori |  |

### Coppa di Germania
| Arbitro: | Matheis |

|                                        |           |          |
| Neubarth 16’, 88’ Burgsmüller 28’, 52’ | Marcatori | 74’ Kohn |

| Arbitro: | Barnick |

|                                                             |           |                   |
| Burgsmüller 29’ Riedle 37’, 43’, 62’ Votava 51’ Hermann 73’ | Marcatori | 90’ (aut.) Hanses |

| Arbitro: | Steinborn |

|                                    |           |                  |
| Neubarth 30’, 95’ Burgsmüller 116’ | Marcatori | 4’ (rig.) Baffoe |

| Arbitro: | Werner |

|  |           |            |
|  | Marcatori | 37’ Riedle |

| Arbitro: | Schmidhuber |

|            |           |                        |
| Buncol 54’ | Marcatori | 21’ Bratseth 87’ Eilts |

| Arbitro: | Tritschler |

|                                    |           |            |
| Dickel 21’, 73’ Mill 58’ Lusch 74’ | Marcatori | 15’ Riedle |

### Supercoppa di Germania
| Arbitro: | Assenmacher |

|  |           |                            |
|  | Marcatori | 24’ Riedle 90’ Burgsmüller |

### Coppa dei Campioni
| Arbitro: | van Langenhove |

|                              |           |  |
| Doll 16’ Thom 62’ Pastor 77’ | Marcatori |  |

| Arbitro: | Quiniou |

|                                                                     |           |  |
| Kutzop 22’ (rig.) Hermann 55’ Riedle 62’ Burgsmüller 71’ Schaaf 90’ | Marcatori |  |

| Arbitro: | Aladrén |

|  |           |            |
|  | Marcatori | 57’ Wolter |

| Brema 8 novembre 1988 Ottavi di finale | Werder Brema | 0 – 0 referto | Celtic | Weserstadion (38 980 spett.)\| Arbitro: \| Longhi \| |
| Arbitro:                               | Longhi       |               |        |                                                      |

| Brema 1º marzo 1989 Quarti di finale | Werder Brema | 0 – 0 referto | Milan | Weserstadion (40 000 spett.)\| Arbitro: \| Santos \| |
| Arbitro:                             | Santos       |               |       |                                                      |

| Arbitro: | Smith |

|                       |           |  |
| van Basten 31’ (rig.) | Marcatori |  |

## Statistiche

### Statistiche di squadra
| Competizione           | Punti | In casa | In casa | In casa | In casa | In casa | In casa | In trasferta | In trasferta | In trasferta | In trasferta | In trasferta | In trasferta | Totale | Totale | Totale | Totale | Totale | Totale | DR  |
| Competizione           | Punti | G       | V       | N       | P       | Gf      | Gs      | G            | V            | N            | P            | Gf           | Gs           | G      | V      | N      | P      | Gf     | Gs     | DR  |
| ---------------------- | ----- | ------- | ------- | ------- | ------- | ------- | ------- | ------------ | ------------ | ------------ | ------------ | ------------ | ------------ | ------ | ------ | ------ | ------ | ------ | ------ | --- |
| Bundesliga             | 44    | 17      | 14      | 2       | 1       | 35      | 10      | 17           | 4            | 6            | 7            | 20           | 22           | 34     | 18     | 8      | 8      | 55     | 32     | +23 |
| Coppa di Germania      | -     | 3       | 3       | 0       | 0       | 13      | 3       | 3            | 2            | 0            | 1            | 4            | 5            | 6      | 5      | 0      | 1      | 17     | 8      | +9  |
| Supercoppa di Germania | -     | 0       | 0       | 0       | 0       | 0       | 0       | 1            | 1            | 0            | 0            | 2            | 0            | 1      | 1      | 0      | 0      | 2      | 0      | +2  |
| Coppa dei Campioni     | -     | 3       | 1       | 2       | 0       | 5       | 0       | 3            | 1            | 0            | 2            | 1            | 4            | 6      | 2      | 2      | 2      | 6      | 4      | +2  |
| Totale                 | 44    | 23      | 18      | 4       | 1       | 53      | 13      | 24           | 8            | 6            | 10           | 27           | 31           | 47     | 26     | 10     | 11     | 80     | 44     | +36 |

### Andamento in campionato
| Giornata  | 1 | 2 | 3 | 4 | 5 | 6 | 7 | 8 | 9 | 10 | 11 | 12 | 13 | 14 | 15 | 16 | 17 | 18 | 19 | 20 | 21 | 22 | 23 | 24 | 25 | 26 | 27 | 28 | 29 | 30 | 31 | 32 | 33 | 34 |
| --------- | - | - | - | - | - | - | - | - | - | -- | -- | -- | -- | -- | -- | -- | -- | -- | -- | -- | -- | -- | -- | -- | -- | -- | -- | -- | -- | -- | -- | -- | -- | -- |
| Luogo     | C | T | C | T | T | C | T | C | T | C  | T  | C  | T  | C  | T  | C  | T  | T  | C  | T  | C  | C  | T  | C  | T  | C  | T  | C  | T  | C  | T  | C  | T  | C  |
| Risultato | V | N | V | P | N | V | N | N | V | N  | P  | V  | V  | V  | N  | V  | N  | P  | V  | P  | V  | V  | P  | V  | N  | V  | V  | P  | P  | V  | V  | V  | P  | V  |
| Posizione | 4 | 6 | 2 | 7 | 8 | 4 | 5 | 4 | 3 | 3  | 5  | 3  | 3  | 2  | 2  | 2  | 2  | 3  | 2  | 4  | 3  | 3  | 4  | 3  | 3  | 3  | 3  | 3  | 4  | 4  | 3  | 3  | 3  | 3  |

Legenda:

Luogo: C = Casa; T = Trasferta. Risultato: V = Vittoria; N = Pareggio; P = Sconfitta.

### Statistiche dei giocatori
| Giocatore      | Bundesliga | Bundesliga | Bundesliga  | Bundesliga | Coppa di Germania | Coppa di Germania | Coppa di Germania | Coppa di Germania | Supercoppa di Germania | Supercoppa di Germania | Supercoppa di Germania | Supercoppa di Germania | Coppa dei Campioni | Coppa dei Campioni | Coppa dei Campioni | Coppa dei Campioni | Totale   | Totale | Totale      | Totale     |
| Giocatore      | Presenze   | Reti       | Ammonizioni | Espulsioni | Presenze          | Reti              | Ammonizioni       | Espulsioni        | Presenze               | Reti                   | Ammonizioni            | Espulsioni             | Presenze           | Reti               | Ammonizioni        | Espulsioni         | Presenze | Reti   | Ammonizioni | Espulsioni |
| -------------- | ---------- | ---------- | ----------- | ---------- | ----------------- | ----------------- | ----------------- | ----------------- | ---------------------- | ---------------------- | ---------------------- | ---------------------- | ------------------ | ------------------ | ------------------ | ------------------ | -------- | ------ | ----------- | ---------- |
| U. Borowka     | 28         | 1          | 5           | 0          | 5                 | 0                 | 1                 | 0                 | 1                      | 0                      | 0                      | 0                      | 5                  | 0                  | 1                  | 0                  | 39       | 1      | 7           | 0          |
| R. Bratseth    | 32         | 5          | 1           | 0          | 6                 | 1                 | 0                 | 0                 | 0                      | 0                      | 0                      | 0                      | 6                  | 0                  | 0                  | 0                  | 44       | 6      | 1           | 0          |
| M. Burgsmüller | 28         | 6          | 3           | 0          | 4                 | 4                 | 0                 | 0                 | 1                      | 1                      | 0                      | 0                      | 4                  | 1                  | 0                  | 0                  | 37       | 12     | 3           | 0          |
| D. Eilts       | 13         | 0          | 2           | 0          | 3                 | 1                 | 0                 | 0                 | 0                      | 0                      | 0                      | 0                      | 0                  | 0                  | 0                  | 0                  | 16       | 1      | 2           | 0          |
| C. Hanses      | 1          | 0          | 0           | 0          | 1                 | 0                 | 0                 | 0                 | 0                      | 0                      | 0                      | 0                      | 1                  | 0                  | 0                  | 0                  | 3        | 0      | 0           | 0          |
| G. Hermann     | 34         | 0          | 2           | 0          | 6                 | 1                 | 0                 | 0                 | 1                      | 0                      | 0                      | 0                      | 6                  | 1                  | 0                  | 0                  | 47       | 2      | 2           | 0          |
| M. Kutzop      | 10         | 2          | 3           | 0          | 1                 | 0                 | 0                 | 0                 | 1                      | 0                      | 0                      | 0                      | 4                  | 1                  | 0                  | 0                  | 16       | 3      | 3           | 0          |
| N. Meier       | 21         | 3          | 1           | 0          | 2                 | 0                 | 0                 | 0                 | 1                      | 0                      | 0                      | 0                      | 4                  | 0                  | 1                  | 0                  | 28       | 3      | 2           | 0          |
| F. Neubarth    | 27         | 13         | 4           | 0          | 5                 | 4                 | 0                 | 0                 | 1                      | 0                      | 0                      | 0                      | 4                  | 0                  | 0                  | 0                  | 37       | 17     | 4           | 0          |
| F. Ordenewitz  | 27         | 6          | 1           | 0          | 6                 | 0                 | 0                 | 0                 | 1                      | 0                      | 0                      | 0                      | 4                  | 0                  | 1                  | 0                  | 38       | 6      | 2           | 0          |
| J. Otten       | 31         | 0          | 3           | 0          | 5                 | 0                 | 0                 | 0                 | 1                      | 0                      | 0                      | 0                      | 6                  | 0                  | 0                  | 0                  | 43       | 0      | 3           | 0          |
| O. Reck        | 34         | 0          | 0           | 0          | 6                 | 0                 | 0                 | 0                 | 1                      | 0                      | 0                      | 0                      | 6                  | 0                  | 1                  | 0                  | 47       | 0      | 1           | 0          |
| K. Riedle      | 33         | 13         | 5           | 0          | 6                 | 5                 | 0                 | 0                 | 1                      | 1                      | 0                      | 0                      | 5                  | 1                  | 2                  | 0                  | 45       | 20     | 7           | 0          |
| J. Rollmann    | 0          | 0          | 0           | 0          | 0                 | 0                 | 0                 | 0                 | 0                      | 0                      | 0                      | 0                      | 0                  | 0                  | 0                  | 0                  | 0        | 0      | 0           | 0          |
| G. Sauer       | 19         | 2          | 1           | 0          | 2                 | 0                 | 0                 | 0                 | 1                      | 0                      | 0                      | 0                      | 2                  | 0                  | 1                  | 0                  | 24       | 2      | 2           | 0          |
| T. Schaaf      | 23         | 2          | 0           | 0          | 4                 | 0                 | 0                 | 0                 | 1                      | 0                      | 0                      | 0                      | 4                  | 1                  | 0                  | 0                  | 32       | 3      | 0           | 0          |
| V. Skogheim    | 3          | 0          | 1           | 0          | 1                 | 0                 | 0                 | 0                 | 0                      | 0                      | 0                      | 0                      | 1                  | 0                  | 0                  | 0                  | 5        | 0      | 1           | 0          |
| M. Votava      | 33         | 1          | 4           | 0          | 6                 | 1                 | 1                 | 0                 | 1                      | 0                      | 0                      | 0                      | 6                  | 0                  | 1                  | 0                  | 46       | 2      | 6           | 0          |
| T. Wolter      | 33         | 1          | 3           | 0          | 5                 | 0                 | 2                 | 0                 | 0                      | 0                      | 0                      | 0                      | 5                  | 1                  | 1                  | 0                  | 43       | 2      | 6           | 0          |